# Бишћани
Бишћани су насељено мјесто у граду Приједор, Република Српска, БиХ. Према попису становништва из 1991. у насељу је живјело 1.440 становника.

## Становништво
| Националност       | 1991.          | 1981.          | 1971.          |
| Муслимани          | 1.421 (98,68%) | 1.158 (83,67%) | 1.314 (99,62%) |
| Срби               | 7 (0,48%)      | 2 (0,14%)      | 1 (0,07%)      |
| Хрвати             | 0              | 1 (0,07%)      | 1 (0,07%)      |
| Југословени        | 7 (0,48%)      | 217 (15,67%)   | 0              |
| остали и непознато | 5 (0,34%)      | 6 (0,43%)      | 3 (0,22%)      |
| Укупно             | 1.440          | 1.384          | 1.319          |

1. ↑  Муслимани се данас изјашњавају као Бошњаци.